# Yunnan Chihong Zinc & Germanium Company
Yunnan Chihong Zinc & Germanium Company (ISIN CNE000001HC5) ist ein staatlich kontrolliertes chinesisches Unternehmen im Bergbau mit Firmensitz in Qujing, Yunnan.
Gegründet wurde das Unternehmen 2000. Das Unternehmen wird von Dong Ying geleitet. Die Chihong Zinc & Germanium Co. wird an der Shanghai Stock Echange gehandelt. 2024 hatte das Unternehmen 7.236 Mitarbeiter und erwirtschaftete einen Umsatz von 18.431,14 Millionen CNY. Der Gewinn nach Steuern betrug 1.292,68 Mio. CNY.
Blei, Zink, Germanium und Schwefelsäure werden vom Unternehmen abgebaut, verarbeitet und gehandelt. 